# Purwajaya (Peundeuy)
Purwajaya is een bestuurslaag in het regentschap Garut van de provincie West-Java, Indonesië. Purwajaya telt 1316 inwoners (volkstelling 2010).